# Helios (cohete)

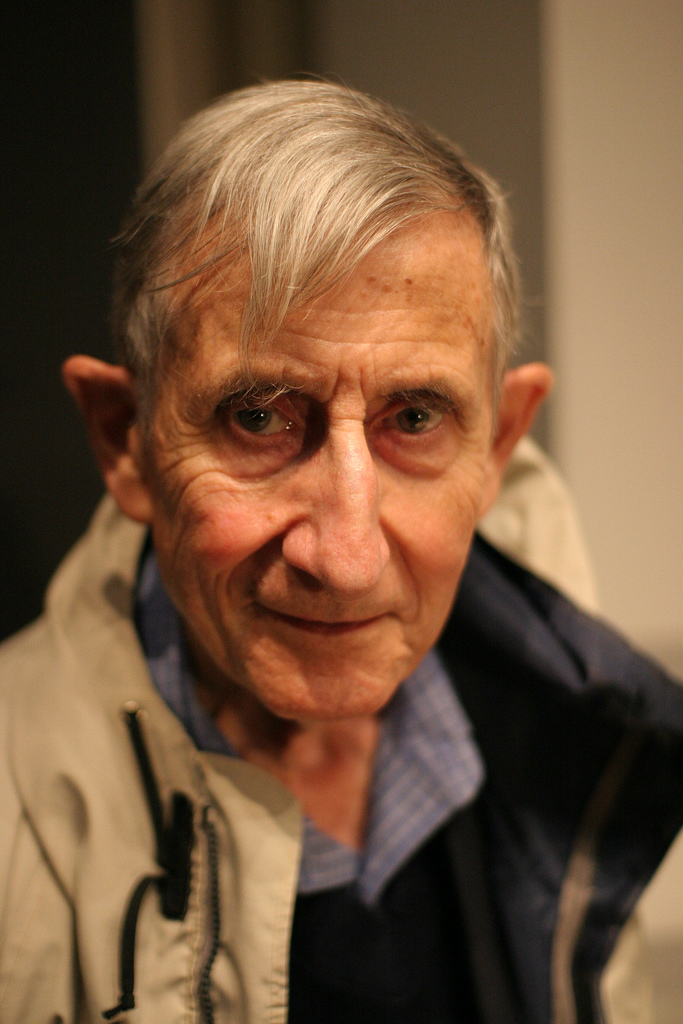
Freeman Dyson in 2005

Helios fue el nombre de un proyecto estadounidense de cohete propulsado por energía nuclear concebido por Freeman Dyson y llevado a cabo por Kraft Ehricke.
La primera etapa del Helios utilizaría propulsión química convencional, utilizando LOX y LH2 como propelentes, para elevar la segunda etapa, que utilizaría propulsión nuclear, hasta la estratosfera, donde se encenderían sus motores para poner en órbita la carga.
El concepto sería similar al del Proyecto Orión: el impulso vendría producido por la explosión de pequeñas cargas nucleares que impulsarían el cohete. La diferencia está en que mientras en el proyecto Orion las explosiones nucleares tendrían lugar justo fuera del cohete, en el Helios las explosiones tendrían lugar en una cámara interna, donde vaporizarían una determinada cantidad de agua inyectada en la cámara justo antes de la explosión; la expulsión de este vapor produciría el impulso del cohete. El concepto Helios era extremadamente complejo y producía un impulso específico bajo, por lo que el diseño no llegó tan lejos como el del Orion.

## Versiones

### Helios A
Estudio de 1960.

#### Especificaciones
- Carga útil: 73.400 kg (órbita de 556 km de altura); 42.000 kg (trayectoria de escape).
- Empuje en despegue: 5.670 kN
- Masa total: 441.080 kg
- Diámetro: 6,7 m
- Longitud total: 81 m

### Helios B
Estudio de 1960.

#### Especificaciones
- Carga útil: 144.600 kg (órbita de 556 km de altura); 81.600 kg (trayectoria de escape).
- Empuje en despegue: 6.619 kN
- Masa total: 586.520 kg
- Diámetro: 6,7 m
- Longitud total: 93 m

### Helios C
Estudio de 1960.

#### Especificaciones
- Carga útil: 86.200 kg (órbita de 556 km de altura); 49.000 kg (trayectoria de escape).
- Empuje en despegue: 10.586 kN
- Masa total: 807.440 kg
- Diámetro: 8,5 m
- Longitud total: 102 m